# استان گونما
استان گونما یکی از استانهای کشور ژاپن است که در جزیره هونشو قرار گرفته‌است. مساحت آن ۶۳۶۳ کیلومترمربع می‌باشد. جمعیت این استان در سال ۲۰۰۸ بیش از دو میلیون نفر برآورد شده‌است.
استان گونما از نظر تقسیمات کشوری بخشی از ناحیه کانتو به حساب می‌آید. مرکز این استان شهر مائه باشی است.

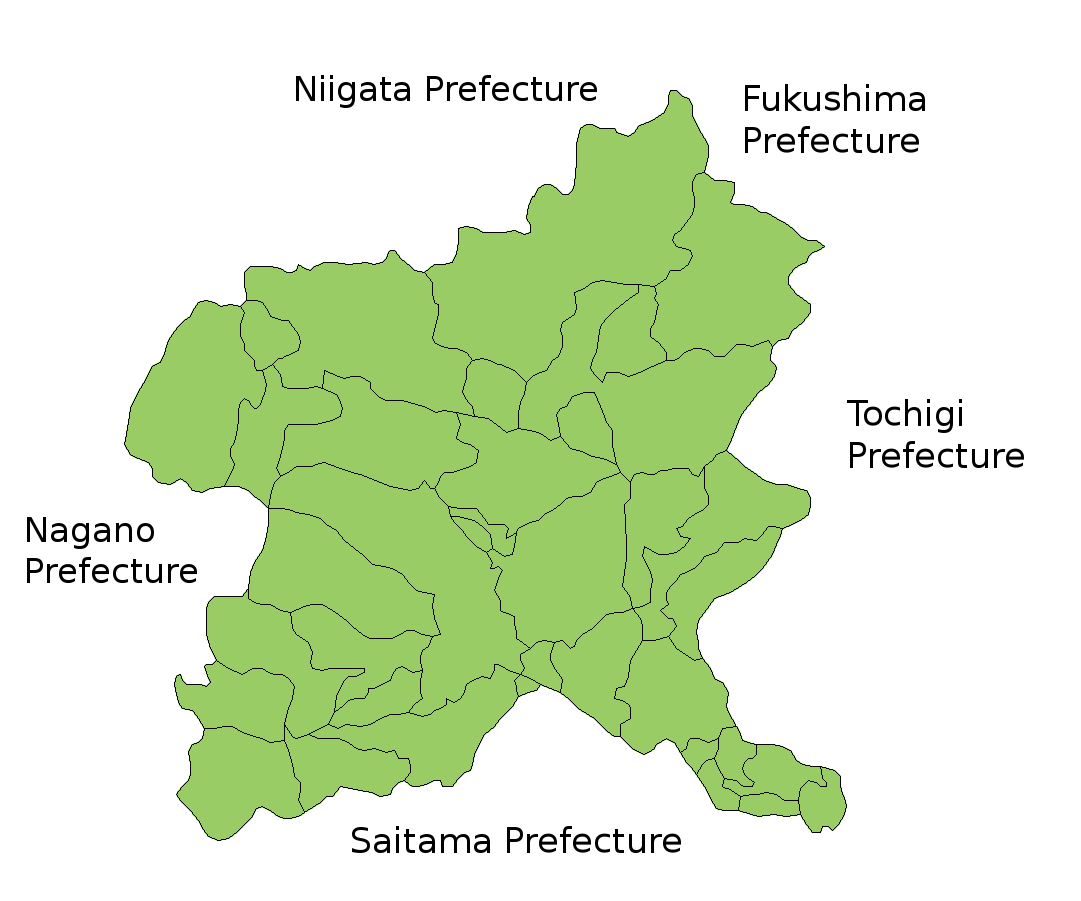

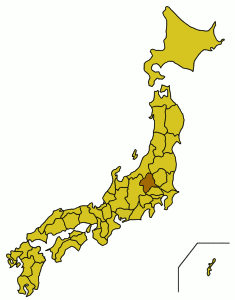